# Vic Yates
Pour les articles homonymes, voir Yates.
Victor Moses Yates, né le 15 juin 1939 à Kaitaia et décédé le 31 août 2008 à Whangarei, est un joueur de rugby néo-zélandais
Troisième ligne des All Blacks lors de la tournée des français en Nouvelle-Zélande en 1961.
Athlète de 1,85 m pour 90 kg, coureur, bon manieur de ballon et buteur à l'occasion (barré par Clarke en provinces aussi) il fut un talent inexploité au pays du long nuage blanc.
Ce Maori a particulièrement impressionné André Boniface qui n'hésite pas à dire qu'il fut le joueur l'ayant le plus impressionné. Denis Lalanne, chroniqueur de l'Équipe ne tarira pas d'éloges sur lui non plus.
Auteur d'un essai lors du troisième test match victorieux pour les All Blacks 31 à 5. Trois sélections officielles il n'a pas eu la carrière escomptée subissant les méfaits de mauvaises fréquentations.
Peut être surnommé le mirage des All Blacks.